# Alessia Pezone
Alessia Pezone (Frascati, 23 de abril de 1993) es una deportista italiana que compite en natación sincronizada. Ganó una medalla en el Campeonato Mundial de Natación de 2019 y dos medallas en el Campeonato Europeo de Natación de 2018.

## Palmarés internacional
| Campeonato Mundial | Campeonato Mundial      | Campeonato Mundial | Campeonato Mundial |
| Año                | Lugar                   | Medalla            | Prueba             |
| ------------------ | ----------------------- | ------------------ | ------------------ |
| 2019               | Gwangju (Corea del Sur) | Medalla de plata   | Rutina especial    |
| Campeonato Europeo |                         |                    |                    |
| Año                | Lugar                   | Medalla            | Prueba             |
| 2018               | Glasgow (Reino Unido)   | Medalla de plata   | Combinación libre  |
| 2018               | Glasgow (Reino Unido)   | Medalla de bronce  | Equipo libre       |